# Ramaz Zoidze
Ramaz Zoidze (en georgiano: რამაზ ზოიძე; Batumi, 13 de febrero de 1996) es un deportista georgiano que compite en lucha grecorromana.
Ganó una medalla de bronce en el Campeonato Mundial de Lucha de 2021 y una medalla de plata en el Campeonato Europeo de Lucha de 2025. Participó en dos Juegos Olímpicos de Verano, en los años 2020 y 2024, ocupando el quinto lugar en Tokio 2020, en la categoría de 67 kg.

## Palmarés internacional
| Campeonato Mundial | Campeonato Mundial      | Campeonato Mundial | Campeonato Mundial |
| Año                | Lugar                   | Medalla            | Categoría          |
| ------------------ | ----------------------- | ------------------ | ------------------ |
| 2021               | Oslo (Noruega)          | Medalla de bronce  | 67 kg              |
| Campeonato Europeo |                         |                    |                    |
| Año                | Lugar                   | Medalla            | Categoría          |
| 2025               | Bratislava (Eslovaquia) | Medalla de plata   | 77 kg              |